# ناتاليا ميليك مليكيان
ناتاليا ميليك مليكيان {{أرم|Նատալյա Մելիքի Մելիքյան}} هي عالمة أرمينية وأستاذة في العلوم البيولوجية. وُلدت في 19 ماوي عام 1906 في قرية هوسين بالإمبراطورية الروسية. وتُوفيت في 25 يوليو عام 1989 في يريفان في أرمينيا.

## حياتها

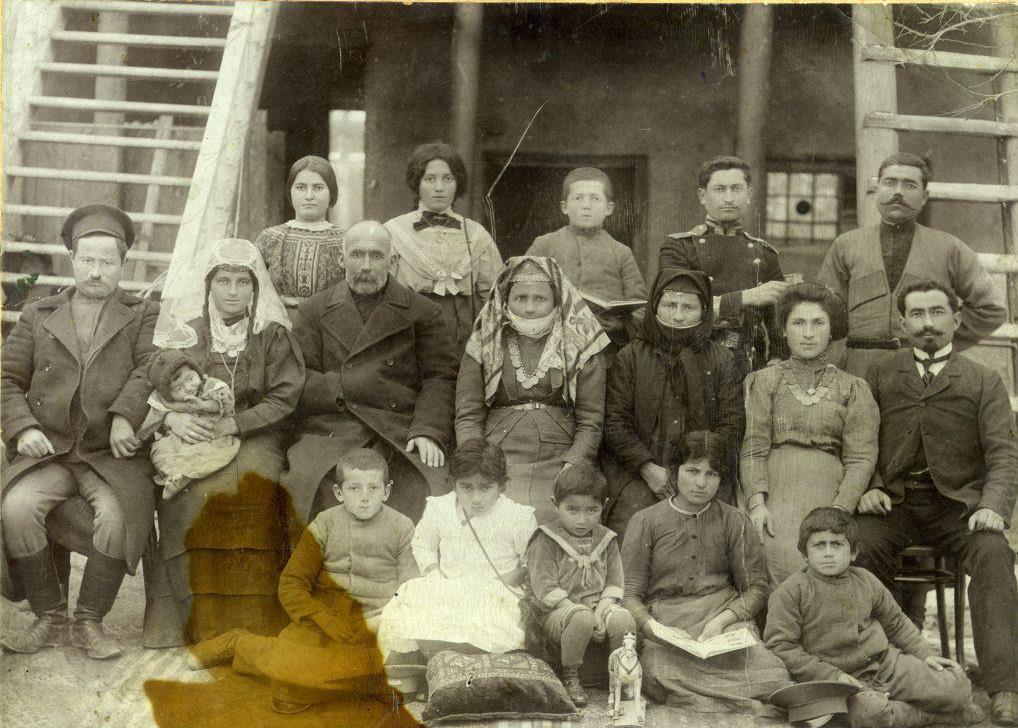
عائلة مليكيان.

وُلدت ناتاليا ميليك مليكيان في 19 ماوي عام 1906 في هوسين بالإمبراطورية الروسية، وهي قرية كبيرة مأهولة بالسكان في إفجيلار. والدها هو ميليك تير-مليكسيتيان ووالدتها هي مريم مكرتشيان. درست مليكيان في مدرسة إيجدر الابتدائية لمدة عامين. وفي عام 1918، نجت من مذابح الأرمن وعُثر على عائلة مليكيان في أحد الملاجئ في يريفان. وتُوفيت في 25 يوليو عام 1989 في يريفان في أرمينيا.